# Єльня (Лодзинське воєводство)
Єльня (пол. Jelnia) — село в Польщі, у гміні Джевиця Опочинського повіту Лодзинського воєводства.
Населення — 665 осіб (2011).
У 1975-1998 роках село належало до Радомського воєводства.

## Демографія
Демографічна структура станом на 31 березня 2011 року:
|          | Загалом | Допрацездатний вік | Працездатний вік | Постпрацездатний вік |
| -------- | ------- | ------------------ | ---------------- | -------------------- |
| Чоловіки | 338     | 70                 | 214              | 54                   |
| Жінки    | 327     | 60                 | 173              | 94                   |
| Разом    | 665     | 130                | 387              | 148                  |